# Archipelag Sztokholmski
Archipelag Sztokholmski (szw. Stockholms skärgård) – największy archipelag w Szwecji i jeden z największych archipelagów na Bałtyku.
Archipelag rozciąga się od Sztokholmu 60 km w kierunku wschodnim. Równoleżnikowo leży wzdłuż wybrzeży regionów terytorialnych Södermanland oraz Sztokholm. Umowne granice archipelagu wyznaczają wyspy Öja na południe od Nynäshamn oraz Väddö na północ od Norrtälje. Archipelag sztokholmski oddzielony jest od Wysp Alandzkich cieśniną Kvarken Południowy. Ponadto na północy, w pobliżu miasta Öregrund znajduje się jeszcze jedna grupa wysp. Archipelag składa się z około 24 tysięcy wysp i wysepek. Cały archipelag jest przykładem wybrzeża szkierowego. Bardziej znane wyspy to Dalarö, Finnhamn, Grinda, Husarö, Ingarö, Isö, Ljusterö, Möja, Nämdö, Rödlöga, Tynningö, Utö, Svartsö i Värmdö.
Największe miasta archipelagu poza Sztokholmem to Gustavsberg oraz Vaxholm. Wieś Ytterby, znana z tego, że dała nazwę 4 pierwiastkom (erb, terb, iterb i itr), leży na wyspie Resarö, w Archipelagu Sztokholmskim.
Trasy żeglugowe statków płynących do Sztokholmu wiodą przez archipelag. Obecnie wytyczone są 3 główne przejścia – w pobliżu wysp Landsort, Sandhamn oraz Söderarm.
Wygląd archipelagu jest kształtowany przez ruchy izostatyczne po stopieniu się lodowca skandynawskiego – wyspy wynurzają się z wód Bałtyku z szybkością 5 mm na rok. W przeszłości zamieszkany głównie przez rybaków, obecnie archipelag jest ważnym obszarem wypoczynkowym dla mieszkańców aglomeracji Sztokholmu. Około 15% powierzchni archipelagu podlega ochronie (w formie rezerwatu przyrody).